# John Moeti
John Moeti (* 30. August 1967 in Soweto; † 6. Februar 2023) war ein südafrikanischer Fußballspieler.

## Karriere

### Verein
Moeti spielte von 1995 bis 1999 für die Orlando Pirates. Mit diesem Klub gewann er 1995 die CAF Champions League sowie im folgenden Jahr den CAF Super Cup, das MTN 8 und den Nedbank Cup. 2000 wechselte er zu SuperSport United aus Pretoria, wo er 2001 seine Karriere beendete.

### Nationalmannschaft
Zwischen 1995 und 1999 bestritt Moeti 29 Länderspiele für die südafrikanische Nationalmannschaft, in denen er ein Tor erzielte.
Bei der Afrikameisterschaft 1996 im eigenen Land war Moeti Teil der Mannschaft, die erstmals den Titel des Afrikameisters für Südafrika gewann. Während des Turniers kam er im Halbfinalspiel gegen Ghana zum Einsatz, als er in der 76. Spielminute für Linda Buthelezi eingewechselt wurde. Durch den Gewinn des Afrika-Cups war Südafrika für den FIFA-Konföderationen-Pokal 1997 qualifiziert. Bei diesem Turnier wurde Moeti in allen drei Gruppenspielen eingesetzt. Südafrika schied nach der Vorrunde als Gruppenletzter aus.
Als Titelverteidiger erreichte Südafrika bei der Afrikameisterschaft 1998 erneut das Finale, unterlag jedoch Ägypten mit 0:2. In dieser Partie stand Moeti über die volle Dauer des Spiels auf dem Platz. Insgesamt bestritt er vier Spiele während des Turniers.
Für die Weltmeisterschaft 1998 in Frankreich, für die sich Südafrika erstmals qualifiziert hatte, wurde Moeti nicht berücksichtigt.

## Erfolge
- CAF Champions League: 1995
- CAF Super Cup: 1996
- Nedbank Cup: 1996
- MTN 8: 1996
- Afrika-Cup-Sieger: 1996